# Castillo y Elejabeitia
Castillo y Elejabeitia (llamado oficialmente Artea, usándose en euskera los nombres de Gaztelu-Elexabeiti y Arteaga) es un municipio español del valle de Arratia, en la provincia de Vizcaya, perteneciente a la comunidad autónoma del País Vasco. El término municipal tiene una población de 748 habitantes (INE 2024).

## Topónimo
Este municipio tiene una doble tradición en su denominación. Por un lado está la denominación de Castillo y Elejabeitia (Gaztelu-Elexabeiti en euskera); y por otra la de Arteaga / Artea.
El nombre de Castillo y Elejabeitia se debe a que el municipio surgió en una fecha indeterminada por la unión de dos antiguas parroquias, la de Castillo y la de Elejabeitia. Castillo y Elejabeitia son actualmente barrios del municipio. Sobre sus nombres: el de Castillo (Gaztelu en euskera) se debe a la casa-torre de Torrea, que los vecinos conocían antiguamente como Gaztelu (El castillo); mientras que Elejabeitia (Elexabeiti en euskera), significa etimológicamente La Iglesia de abajo. Castillo y Elejabeitia ha sido tradicionalmente el nombre oficial del municipio aunque sus habitantes lo denominasen más comúnmente bajo el nombre de Arteaga / Artea.
Arteaga significa etimológicamente lugar de encinas, de artea (encina) + el sufijo -aga, que indica lugar de. Es el nombre que recibió el conjunto urbano formado por la unión de Castillo y Elejabeitia, dado que la plaza del pueblo, algo separada de los núcleos originales, se ubicó en un lugar llamado así.
Históricamente ha sido un nombre alternativo al de Castillo y Elejabeitia. Así en varios censos del siglo XIX el municipio se denominó oficialmente como Castillo y Elejabeitia o Arteaga; aunque con posterioridad Arteaga volvió a quedar desterrado del nombre oficial. El actual nombre oficial de Artea (literalmente significa la encina), es una variante sincopada de Arteaga, utilizada coloquialmente al hablar en euskera por los vascoparlantes de la zona.
Cuando en 1994 se decidió modificar el nombre oficial del municipio y adoptar la denominación en euskera de la localidad, entre las diferentes opciones existentes (Gaztelu-Elexabeiti, Arteaga, Artea, ...) se optó finalmente por oficializar la variante más utilizada, es decir Artea. Sin embargo, la Academia de la Lengua Vasca considera que el nombre formal del municipio en euskera debe ser Arteaga, y que Artea no es más que una variante acortada y coloquial del mismo.
El gentilicio de los habitantes es arteagarra o arteagaztarra.

## Historia
Hacia mediados del siglo XIX, el lugar, una anteiglesia ya por entonces con ayuntamiento propio, tenía contabilizada una población de 625 habitantes. Aparece descrito en el sexto volumen del Diccionario geográfico-estadístico-histórico de España y sus posesiones de Ultramar de Pascual Madoz con las siguientes palabras:

CASTILLO Y ELEJABEITIA: anteigl. con ayunt. en la prov. de Vizcaya (4 1/2 leg. á Bilbao), part. jud. de Durango (2 1/2), aud. terr. de Burgos, c. g. de las Provincias Vascongadas, dióc. de Calahorra. sit. á la izq. de un riach.q ue desde Ceanuri pasa por Villaro, y dirigiéndose hácia el N. confluye en el r. de Durango junto á Lemona. La combaten todos los vientos, y el clima es muy saludable. Se halla dividida la pobl. en dos partes llamadas la una Castillo y la otra Elejabeitia. En la primera hay 40 casas, la de ayunt., escuela de primeras letras, una parr. dedicada á Sta. Maria, servida por un beneficiado con título de cura de patronato particular, y una ermita abierta al culto público. En la denominada Elejabeitia se cuentan 30 casas otra par. bajo la advocacion de San Miguel Arcangel, servida por un cura tambien beneficiado, cuya vacante se provee en virtud de presentacion alternada entre dos patronos igualmente vec. de la anteigl., los cuales en la actualidad son D. Lucas de Urrecha y D. Antonio Maria de Arriaga, y una ermita destinada tambien al culto público. Confina el térm. municipal N. Aranzazu; E. Dima; S. Villaro, y O. Ceberio. El terreno participa de monte y llano, y es de buena calidad; comprende en lo inculto buenos prados de pastos y bastante arbolado de varias clases. Los caminos son locales y en mediano estado; y el correo se recibe de Bilbao 3 veces á la semana. prod.: trigo, maiz, castañas, patatas, nabos, alubias, lino, hortaliza y manzanas; se cria ganado vacuno, de cerda, lanar y cabrio; y pesca de anguilas, bermejuelas y algunas truchas en el espresado riach., cuyas aguas dan impulso á una ferreria y á 3 molinos harineros. pobl.: 150 vec., 625 alm. riqueza y contr.: (V. Vizcaya intendencia.)
(Madoz, 1847, p. 188)

## Demografía
Castillo y Elejabeitia cuenta con una población de 748 habitantes (INE 2024).
| Gráfica de evolución demográfica de Castillo y Elejabeitia entre 1842 y 2021 |
| |
| Población de derecho según los censos de población del INE Población de hecho según los censos de población del INEEn estos censos se denominaba Castillo y Elejabeitia o Arteaga: 1842, 1857 y 1860 En estos censos se denominaba Castillo y Elejabeitia: 1877, 1887, 1897, 1900, 1910, 1920, 1930, 1940, 1950, 1960, 1970, 1981 y 1991 |

## Administración y política

### Gobierno municipal
| Periodo   | Nombre                       | Partido | Partido                                                      |
| --------- | ---------------------------- | ------- | ------------------------------------------------------------ |
| 1979-1979 | Juan Espinosa Sagarduy       |         | Euzko Alderdi Jeltzalea-Partido Nacionalista Vasco (EAJ-PNV) |
| 1979-1983 | Ignacio Urigoitia Duñabeitia |         | Euzko Alderdi Jeltzalea-Partido Nacionalista Vasco (EAJ-PNV) |
| 1983-1987 | Josu Uriarte Yurrebaso       |         | Euzko Alderdi Jeltzalea-Partido Nacionalista Vasco (EAJ-PNV) |
| 1987-1991 | Josu Uriarte Yurrebaso       |         | Eusko Alkartasuna (EA)                                       |
| 1991-2007 | Javier Beitia Zuluaga        |         | Euzko Alderdi Jeltzalea-Partido Nacionalista Vasco (EAJ-PNV) |
| 2007-2015 | Alberto Etxebarria Gurtubay  |         | Euzko Alderdi Jeltzalea-Partido Nacionalista Vasco (EAJ-PNV) |
| 2015-2019 | Igor Etxaniz Urrutia         |         | Euskal Herria Bildu (EH Bildu)                               |
| 2019-act. | Alberto Intxaurraga Goti     |         | Euzko Alderdi Jeltzalea-Partido Nacionalista Vasco (EAJ-PNV) |

| Partido político                                              | 2023  | 2023       | 2019  | 2019       | 2015  | 2015       | 2011  | 2011       | 2007  | 2007       | 2003        | 2003        | 1999  | 1999       | 1995  | 1995       | 1991  | 1991       | 1987  | 1987       | 1983  | 1983       | 1979  | 1979       |
| Partido político                                              | %     | Concejales | %     | Concejales | %     | Concejales | %     | Concejales | %     | Concejales | %           | Concejales  | %     | Concejales | %     | Concejales | %     | Concejales | %     | Concejales | %     | Concejales | %     | Concejales |
| Euzko Alderdi Jeltzalea-Partido Nacionalista Vasco (EAJ-PNV)  | 56,48 | 4          | 48,68 | 4          | 46,05 | 3          | 36,85 | 3          | 40,07 | 3          | 57,18       | 5           | 42,55 | 4          | 51,44 | 4          | 46,65 | 4          | 33,41 | 2          | 72,99 | 5          | 65,41 | 5          |
| Euskal Herria Bildu (EH Bildu)-Bildu                          | 39,34 | 3          | 32,18 | 2          | 27,63 | 2          | 29,94 | 2          | —     | —          | —           | —           | —     | —          | —     | —          | —     | —          | —     | —          | —     | —          | —     | —          |
| Aldatuz Herri Plataforma (AHP)                                | —     | —          | 15,68 | 1          | 25,21 | 2          | 29,56 | 2          | 31,88 | 2          | —           | —           | —     | —          | —     | —          | —     | —          | —     | —          | —     | —          | —     | —          |
| Partido Socialista de Euskadi-Euskadiko Ezkerra (PSE-EE PSOE) | 0,88  | 0          | 0,20  | 0          | 0,44  | 0          | 1,73  | 0          | —     | —          | 0,27        | 0           | —     | —          | —     | —          | —     | —          | —     | —          | —     | —          | —     | —          |
| Partido Popular del País Vasco (PP)                           | 0,66  | 0          | 0,61  | 0          | —     | —          | 1,34  | 0          | 2,79  | 0          | 9,31        | 0           | 7,02  | 0          | —     | —          | —     | —          | —     | —          | —     | —          | —     | —          |
| Eusko Alkartasuna (EA)                                        | —     | —          | —     | —          | —     | —          | —     | —          | 23,49 | 2          | 30,59       | 2           | 18,94 | 1          | 19,73 | 1          | 28,87 | 2          | 38,15 | 3          | —     | —          | —     | —          |
| Euskal Herritarrok (EH)-Herri Batasuna (HB)                   | —     | —          | —     | —          | —     | —          | —     | —          | —     | —          | Ilegalizado | Ilegalizado | 30,21 | 2          | 25,28 | 2          | 21,76 | 1          | 25,28 | 2          | 27,01 | 2          | 34,59 | 2          |

### Organización territorial
El municipio de Artea está conformado por los barrios de Elexabeitia, Esparta, Herriko Plaza, Sarasola, UgarteBildosola, Laureta, Larragoiti, Olabarri, Sarasola, Baltzola, Yarza, Garai-Urkiola, Kukutze, Ugaldeta, Mendieta, Gaztelu, Errotabarri, Astui, Astuibekoa, Kalleja, Biteri, Larrazabal, Akarate, Garai-San Martín, Ibarretxe, Madariaga y Gallao.
El municipio está conformado, según el Instituto Nacional de Estadística, por las entidades de población de Elexabeitia, Esparta, Herriko Plaza, Sarasola, Ugarte y Bildosola.

## Patrimonio
En él se encuentra la Iglesia de San Miguel; pequeña parroquia rural de planta rectangular simple, edificada a principios del siglo XVI y completada en los cien años sucesivos con distintos elementos de carpintería de armar de cierto interés: el coro tallado de celosía (1540 ca.), la techumbre aparente de pares con almizate plano (1600 ca.) y la torre de campanas, armada en 1621, reformada por Basterra en 1923 y completamente restaurada con el resto del edificio en 1990. Dispone de un pórtico perimetral envolvente que incluía una capilla abierta y zona destinada a cementerio en torno a la cabecera.